# Challenge des champions 1969
La Supercoppa di Francia 1969 (ufficialmente Challenge des champions 1969) è stata la tredicesima edizione della Supercoppa di Francia.
Si è svolta il 23 luglio 1969 al Parco dei Principi di Parigi tra il Saint-Étienne, vincitore della Division 1 1968-1969, e l'Olympique Marsiglia, vincitore della Coppa di Francia 1968-1969.
A conquistare il titolo è stato il Saint-Étienne che ha vinto per 3-2 con reti di Jules Zvunka (autogol), Hervé Revelli e Jean-Michel Larqué.

## Partecipanti
| Squadre             | Qualificazione                             | Partecipazioni precedenti (il grassetto indica la vittoria) |
| ------------------- | ------------------------------------------ | ----------------------------------------------------------- |
| Saint-Étienne       | Vincitore della Division 1 1968-1969       | 4 (1957, 1962, 1967, 1968)                                  |
| Olympique Marsiglia | Vincitore della Coppa di Francia 1968-1969 | Nessuna                                                     |

## Tabellino
| Arbitro: | Petit |

|                                             |           |                           |
| Zvunka 13’ (aut.) H. Revelli 56’ Larqué 81’ | Marcatori | 60’ Magnusson 71’ Couécou |

### Formazioni
| Saint-Étienne: |                    |  |     |
|                |                    |  |     |
| P              | Georges Carnus     |  |     |
| D              | Francis Camerini   |  | 46’ |
| D              | Roland Mitoraj     |  |     |
| D              | Bernard Bosquier   |  |     |
| D              | Georges Polny      |  |     |
| C              | Aimé Jacquet       |  | 46’ |
| C              | José Broissart     |  |     |
| C              | Jean-Michel Larqué |  |     |
| C              | Robert Herbin      |  |     |
| A              | Hervé Revelli      |  |     |
| A              | Georges Bereta     |  |     |
| Sostituzioni:  |                    |  |     |
| D              | Vladimir Durković  |  | 46’ |
| A              | Patrick Revelli    |  | 46’ |
| Allenatore:    |                    |  |     |
| Albert Batteux |                    |  |     |

| Olympique Marsiglia: |                         |  |     |
|                      |                         |  |     |
| P                    | Jean-Paul Escale        |  |     |
| D                    | Jean-Pierre Lopez       |  |     |
| D                    | Jean-Louis Hodoul       |  |     |
| D                    | Jules Zvunka            |  |     |
| D                    | Jean Djorkaeff          |  |     |
| C                    | Jacques Novi            |  |     |
| C                    | Jean-Pierre Destrumelle |  | 46’ |
| C                    | Roger Magnusson         |  |     |
| C                    | Joseph Bonnel           |  |     |
| A                    | Joseph Yegba Maya       |  | 46’ |
| A                    | Charly Loubet           |  |     |
| Sostituzioni:        |                         |  |     |
| C                    | Petrović                |  | 46’ |
| A                    | Didier Couécou          |  | 46’ |
| Allenatore:          |                         |  |     |
| Mario Zatelli        |                         |  |     |